# Scymnus nigricollis
Scymnus nigricollis är en skalbaggsart som beskrevs av Gordon 1976. Scymnus nigricollis ingår i släktet Scymnus och familjen nyckelpigor. Inga underarter finns listade i Catalogue of Life.